# Takydromus sexlineatus
Takydromus sexlineatus es una especie de reptil de la familia Lacertidae. Se distribuye por el sudeste asiático: India, China, Myanmar Tailandia, Camboya, Laos, Vietnam, Malasia, e Indonesia. Habita en pastizales.  Es ovíparo.
Es de pequeño tamaño, su cuerpo mide unos 65 mm, pero su cola llega a ser tres veces más larga que el cuerpo. El dorso es marrón con varias bandas longitudinales, las dorsolaterales de un marrón más oscuro. Los flancos pueden ser de color verde amarillento en la parte anterior del cuerpo. La cabeza es alargada y puntiaguda.
Se reconocen dos subespecies:
- Takydromus sexlineatus ocellatus Guérin-Méneville, 1829
- Takydromus sexlineatus sexlineatus Daudin, 1802